# Рубен Кнаб
Рубен Кнаб (19 лютого 1988 , Eded, Гелдерланд ) — нідерландський веслувальник, срібний призер Олімпійських ігор 2024 року, призер чемпіонатів світу та Європи.

## Виступи на Олімпіадах
| Олімпіада   | Дисципліна | Місце |
| ----------- | ---------- | ----- |
| Лондон 2012 | четвірки   | 5     |
| Токіо 2020  | вісімки    | 5     |
| Париж 2024  | вісімки    | 2     |

## Зовнішні посилання
- Рубен Кнаб на сайті World Rowing (англійська)
- Рубен Кнаб на сайті Olympics.com (англійська)
- Рубен Кнаб на сайті Olympedia (англійська)